# Dorit Amann
Dorit Amann (* 18. September 1939 in Hohenems, Vorarlberg, Österreich) ist eine österreichische Schauspielerin bei Bühne, Film und Fernsehen.

## Leben und Wirken
Die gebürtige Vorarlbergerin erhielt Ende der 1950er Jahre Schauspielunterricht bei Helene Thimig am Wiener Max Reinhardt Seminar. Kurz darauf folgten erste Angebote von Film und Bühne, wo sie mal Neben- und dann auch wieder Hauptrollen (wie beispielsweise in dem Drama Gnade für Timothy Evans, wo sie die Frau eines Serienkillers spielte) verkörperte. Ihre frühen Theaterstationen waren Klagenfurt, Bregenz, Basel, Bern, Wien und Hamburg. Neben Film und Fernsehen arbeitete Dorit Amann auch für den Hörfunk. In der Serie Arpad, der Zigeuner hatte sie mit der Helene eine durchgehende Rolle. Die Künstlerin war mit dem Regisseur Frank Guthke verheiratet.

## Filmografie
- 1960: Am grünen Strand der Spree (1. Teil: Das Tagebuch des Jürgen Wilms)
- 1961: Nur der Wind
- 1963: Sie schreiben mit (TV-Serie, Folge: Fortsetzung folgt)
- 1965: Auge um Auge
- 1966: Die hundertste Nacht
- 1967: Bei uns daheim
- 1967: Abschied vier Uhr früh
- 1969: Gnade für Timothy Evans
- 1969: Percy Stuart (TV-Serie, zwei Folgen)
- 1970: John Klings Abenteuer (TV-Serie, eine Folge)
- 1970: Der Tod des Deputierten Jean Jaurès
- 1970: Sir Henry Deterding
- 1971: Apokal
- 1971: Der Fall Elena Voulgari
- 1971: Semesterferien (TV-Serie, eine Folge)
- 1973: Arpad, der Zigeuner (TV-Serie)
- 1976: Feinde
- 1982: Unheimliche Geschichten (TV-Serie, Folge: Grüne Ärmel)
- 1988: Der Krähenbaum

## Hörspiele
- 1966: Lotte Ingrisch: Eine leidenschaftliche Verwechslung – Regie: Fritz Schröder-Jahn
- 1966: Henry Reed: Die Straßen von Pompeji – Regie:	Fritz Schröder-Jahn
- 1968: Eduard Mörike: Mozart auf der Reise nach Prag – Regie: Nicht angegeben